# 賓·施蒙斯
班傑明·大衛·施蒙斯（英語：Benjamin David Simmons，1996年7月20日—）是一名澳洲職業籃球運動員，現效力於NBA洛杉矶快船，場上位置是控球後衛，也可擔任大前鋒。大學時期在路易斯安那州立大學打了一年大學籃球後，他被獲選為NCAA全美共識第一隊並入選USBWA年度最佳新人。
施蒙斯出生於澳洲菲茨羅伊，在新南威爾斯州的紐卡斯爾長大。在進入美國佛羅里達州的蒙特沃德學院前就讀於博士山高中。在路易斯安那州立大學的唯一一個賽季，他們並沒有打進NCAA第一級錦標賽。西蒙斯在2016年NBA選秀大會中被費城76人選中，成為自安德魯·波格特及凱里·厄文後聯盟第三位澳大利亞籍的選秀狀元。及後施蒙斯宣布選擇了25號為球衣號碼。此外，他亦是澳洲國家男子籃球隊的成員。於2016–17賽季開始前，西蒙斯於一次練習中右足受傷因而錯過整個2016–17賽季。2017–18賽季被安排擔任正選控球後衛，成為聯盟繼魔術手莊遜後最高的控球後衛。
擁有美國和澳大利亞的雙重國籍，西蒙斯選擇成為澳大利亞國家男子籃球隊的成員。

## 早年生活
西蒙斯出生在墨爾本郊區菲茨羅伊，他的父親戴夫·西蒙斯畢業於奧克拉荷馬市立大學，為了生計所迫在1989年遠渡重洋來到了澳大利亞，來到異國他鄉尋求打職業聯賽的機會。舉目無親的戴夫在不久之後成為了墨爾本老虎中的明星球員，並在這裡遇見真愛。朱莉是墨爾本當地的一位離婚白人母親，獨力撫養著四個子女，分別為梅利莎、艾蜜莉、連恩和尚恩。五年後戴夫與朱莉結婚，組成了全新的家庭，於是戴夫就此落地生根。1996年夏天，朱莉誕下西蒙斯。
受惠於父親是墨爾本老虎的職業球員，西蒙斯自小便沉浸在濃烈的籃球氛圍之中，他視艾倫·艾弗森為偶像。父親則成為了他生命中最早的籃球教練，他總是告訴西蒙斯打球時必須以傳球為優先，得分擺在第二位，這在日後成為了西蒙斯的比賽標簽。小時候的西蒙斯經常纏著他的哥哥要打籃球，而且在他的哥哥放學前就已經將球衣穿戴完畢，然後坐著等他們下課。他的哥哥坦承從沒有想過，這個昔日往往被自己打敗的小弟，會在日後成為震驚籃球的未來之星。
在澳大利亞最受歡迎的運動是澳式足球，澳式足球與美式足球的差異在於，前者的比賽中並沒有如同美式足球般先進的護具，因為澳洲人崇尚肢體對抗，享受著彼此肌肉直接撞擊而產生的強勁快感，同時也享受靠著自身的力量征服對手所帶來的愉悅。西蒙斯自然也期許自己能成為同年齡中的最強者，只是他逐漸發覺自己比起在足球場上奔馳，反而更喜歡籃球在運球時敲擊著木頭地板的聲音。隨著西蒙斯的身高越長越高，鶴立雞群的他開始與澳式足球顯得格格不入。在西蒙斯十四歲的時候，他在籃球和澳式足球這兩項運動中陷入抉擇，但他最終決定將重心放在籃球上。在立志往職業籃球之路前進後，西蒙斯從控球後衛打到中鋒，幾乎任何位置他都能輕易上手。西蒙斯從澳大利亞體育學院打到了國家青年隊，無論在哪個級別的比賽中，西蒙斯的實力都讓人大為讚嘆。他的教父大衛·帕特里克，戴夫的前隊友，如今是美國大學籃球教練，在看了一場他的比賽後，立刻向他的父母表達了把西蒙斯帶到美國去的想法。不出帕特里克所料，西蒙斯在美國名校蒙特沃德學院成為了明星，有無數球探在看他的比賽之後嘖嘖稱贊，認定他有著狀元秀級別的潛力，並為他在比賽中所展示的特殊氣質所傾倒。
他顯然繼承了父親出眾的身體天賦，在美式訓練的調教下，他非常擅長放大自己的身體優勢。利用個人能力碾壓對手，這顯然是不折不扣的美式籃球打法；但他又謹記著父親的教誨，在球場上永遠秉持著“團隊第一”的理念，他在澳洲籃球場上收獲的，不只是超越同齡人的對抗，還有敏銳的球場視角以及無私球風。正是他這樣集澳洲及美式籃球之所長的天賦，讓球探們視其為珍寶。多年的觀察經驗以及直覺告訴他們，本·西蒙斯是如獨角獸般珍稀的籃球天才，在他們的記憶裡，上一個打著類似籃球的球員，叫做勒布朗·詹姆斯。

## 大學生涯
2015年，西蒙斯进入路易斯安那州立大学就讀。
2015年11月24日，在路易斯安那州立大学80-81惜败于马奎特大学的比赛中，西蒙斯全场14投6中、罚球11罚9中，得到21分、20篮板和7助攻。2015年12月1日，在路易斯安那州立大学58-70不敌查尔斯顿大学的比赛中，他上场40分钟，得到15分、18篮板、4助攻和1次封盖，成为队史过去20个赛季以来，首位在单赛季至少两次抢到18篮板的球员。
2015年12月3日，在路易斯安那州立大学119-108战胜北佛罗里达大学的比赛中，西蒙斯上场37分钟，得到43分、14篮板、7助攻、5次抢断和3次封盖，成为NCAA主要联盟中过去20个赛季以来，首位在单场比赛中至少得到40分10篮板5助攻和5抢断的球员。西蒙斯也成为自1991年沙奎尔·奥尼尔后，首位在单场比赛中砍下至少43分的路易斯安那州立大学球员。
2016年2月3日，在路易斯安那州立大学以80-68击败了奥本大学的比赛中，西蒙斯代表路易斯安那州立大学出战36分钟，得到21分、13篮板和7助攻，在赛季的前21场比赛中16次拿下两双数据，追平埃迪·格里芬，并列NCAA过去20个赛季以来，大一球员赛季前20场比赛中拿下两双次数榜第2位，仅次于迈克尔·比斯利（17次）。2016年2月24日，在路易斯安那州立大学65-85不敌阿肯色大学的比赛中，西蒙斯代表路易斯安那州立大学出战，得到23分、12篮板和6助攻，赛季累计4场比赛得到20+10+5，成为自密歇根州立大学的德雷蒙德·格林后，首位能够在单赛季至少取得4次20+10+5的主联盟球员。
2015–16賽季，西蒙斯场均出场34.9分钟，得到19.2分、11.8篮板和4.8助攻，投篮命中率为56%，當選美國籃球作家協會年度最佳球员、全美年度最佳新人、東南區最佳新人，入選全美大學籃球最佳陣容一隊、东南区最佳阵容一队。2016年3月21日，他宣布放棄最後三年的大學資格，準備參加2016年NBA選秀大會。

## NBA生涯

### 費城76人（2016–2022）

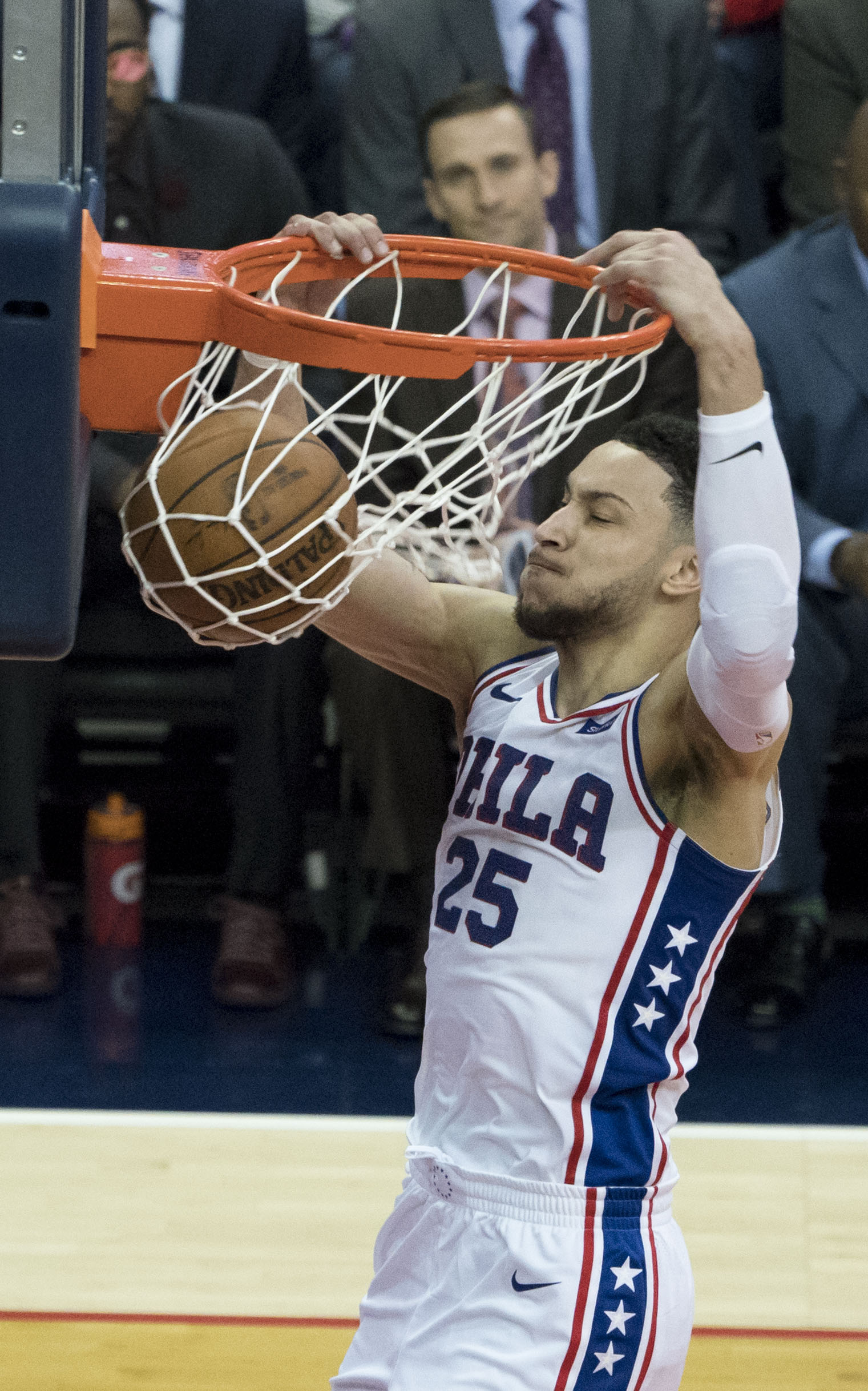
西蒙斯在比賽中灌籃。

#### 不慎受傷
在2016年NBA選秀進行的前一周，西蒙斯的態度和性格受到了一些NBA球評的質疑。費城76人總教練布萊特·布朗過去曾在80年代末至90年代初在墨爾本老虎擔任助理教練，認為西蒙斯是個可造之材，因此決定用狀元籤選擇這個來自澳洲的全能前鋒。2016年6月24日，在2016年NBA选秀大會上，西蒙斯在首轮第1顺位被费城76人队选中，成為自安德魯·波格特及凱里·厄文後聯盟第三位澳大利亞籍的狀元，也是76人队史自阿伦·艾弗森後的第二位狀元，更是自沙奎尔·奥尼尔之后，第二位成為狀元的路易斯安那州立大學球员。
2016年7月4日，西蒙斯與76人隊簽下了四年2662萬的新秀合約，並代表球隊參加了2016年NBA夏季聯賽。雖然西蒙斯在夏季聯賽前三場比賽中顯露出投籃不佳的問題，但是他因為身為長人球員卻有著不俗的運球技巧和傳球能力而受到稱讚。六場夏季聯賽比賽中，西蒙斯場均得到10.8分、7.7個籃板和5.5次助攻。並入選了夏季聯賽最佳陣容第一隊。
2016年10月1日，西蒙斯在76人的最後一天訓練營中扭傷了右腳踝。在接受足部和腳踝的X光檢查和磁力共振檢查後，確定西蒙斯的右腳第五跖骨骨折，估計將休養三至四個月。然而，在2017年2月25日，經過第二次檢查之後顯示他的右腳骨折尚未完全癒合，因此西蒙斯被迫缺席了整個2016–17賽季。2017年4月，西蒙斯因傷賽季報銷而養傷的這段時間，又長高了2英寸（約5公分），目前他的身高已經達到了208公分，且根據ESPN報導，76人總教練布萊特·布朗決定讓西蒙斯在2017–18賽季擔任先發控球後衛。

#### 挑戰最佳新秀

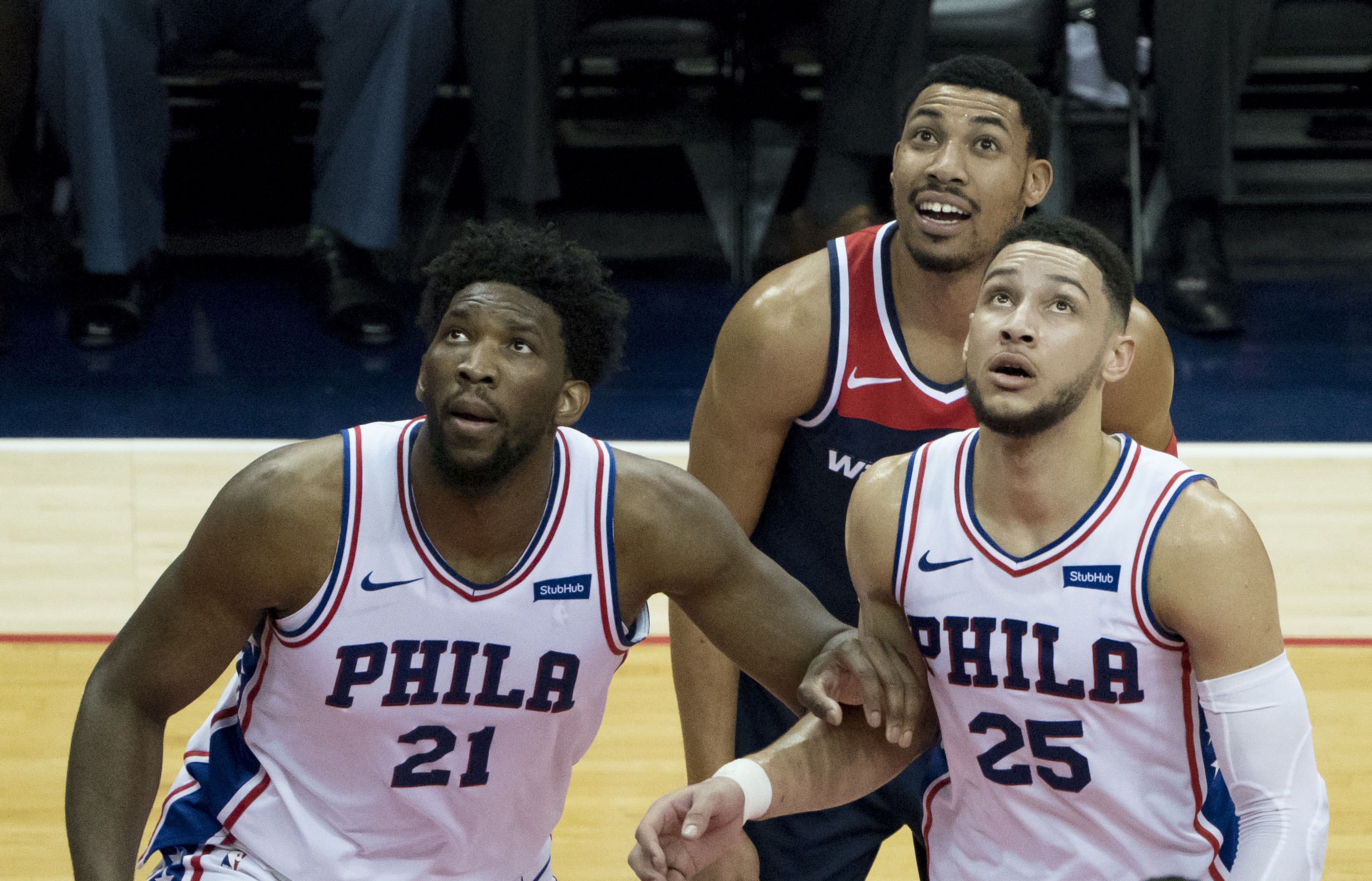
西蒙斯與隊友喬爾·恩比德。

2017–18賽季，西蒙斯回歸球場。由於上一季西蒙斯因傷而整季報銷，一些專家不斷懷疑西蒙斯的身價、身體素質和得分能力。在2017年10月19日，76人115-120敗給華盛頓巫師的比賽中，西蒙斯完成了首秀，攻下18分和10個籃板。10月22日，西蒙斯在第三場比賽得到18分、10籃板以及8次助攻，但是76人仍敗給了多倫多暴龍。在10月24日的第四場比賽中，西蒙斯首次得到職業生涯的第一個大三元。攻下了21分、12籃板和10次助攻，幫助76人戰勝底特律活塞，終止開季3連敗。西蒙斯也成為自1967年阿特·威廉斯之後，NBA生涯只打四場就締造大三元紀錄者。11月3日，76人121-110擊敗印第安納溜馬，西蒙斯以14分、11籃板和11次助攻記錄本賽季的第二個大三元，并成为历史上继奧斯卡·羅伯森之后第二位在生涯前九场比赛中完成兩次大三元的球员。
西蒙斯在前十場比賽中，總計一共拿下178分、101個籃板和80個助攻的全能紀錄，成為聯盟史上第1人。11月29日，76人118-113擊敗華盛頓巫師，西蒙斯攻下職業生涯新高的31分和18籃板。12月2日，西蒙斯獲選為10月–11月的東區本月最佳新秀。12月8日，西蒙斯在對上洛杉磯湖人的比賽中以12分、13籃板和15次助攻的成績，再次拿到了賽季的第三個大三元。
2018年1月25日，費城76人在主場富國銀行中心迎戰芝加哥公牛，西蒙斯不到三節的時間就完成生涯第五次大三元，整場比賽得到19分、17籃板、14助攻和2阻攻。此役使西蒙斯成為自查爾斯·巴克利之後首位單季至少拿到五次大三元的76人球員。而終場76人也以115-101戰勝芝加哥公牛。3月25日，他在76人120−108擊敗明尼蘇達灰狼的比賽中，以15分、12籃板和13助攻的成績寫下了本季的第10次大三元。3月26日，76人延續連勝氣勢，再次以123−104擊敗丹佛金塊，將連勝場次推進到第七場。至此，西蒙斯累計傳出577次助攻，一舉超越艾倫·艾佛森的567次新秀助攻紀錄，刷新了76人隊史紀錄。
在季后賽首秀的76人首輪對陣邁阿密熱火的季后賽系列賽中，西蒙斯在比賽中得到17分14次助攻和9個籃板表現以130-103擊敗熱火，在季后賽第四場76人首輪對陣邁阿密熱火的季后賽系列賽中，西蒙斯在比賽中得到17分13籃板10助攻首次季後賽大三元表現幫助76人106-102逆轉戰局，取得3-1聽牌優勢，上一個在季後賽拿到大三元的新人是1980年的魔術強森，當年季後賽他總共有5次大三元，一路打進總決賽奪冠並拿下FMVP。
在2017~18賽季，以場均15.8分、8.1籃板及8.2助攻，擊敗了多诺万·米切尔和傑森·塔圖姆，拿下了年度最佳新秀。但特別的是，嚴格來說，他並不是一名新秀，因此某些人認為此獎應頒給另外兩者。

#### 傷病來襲
2019–20賽季，西蒙斯曾傳出膝傷診斷結果為髕骨半脫位，嚴重的話需接受關節鏡手術治療，《ESPN》記者阿德里安·沃纳罗斯基其後報導，西蒙斯確定將接受手術，且很有可能面臨賽季報銷最差狀況。西蒙斯因傷勢缺席了當季的季後賽，76人隊則於第一輪遭到淘汰。

#### 交易可能
2020-21賽季西蒙斯因季後賽表現不佳，據傳遭總教練、隊友和觀眾的指責導致其希望離開76人。76人也開始與其他球隊洽談希望能把西蒙斯交易。
球季開打前76人仍然無法將其交易離隊，西蒙斯不願續留球隊而缺席了訓練營與季前賽，雖然之後返回球隊但仍因不配合訓練遭到禁賽與罰款。

### 布魯克林籃網（2022–2025）
2022年2月11日，費城76人將西蒙斯連同安德烈·卓蒙德、賽斯·庫里以及兩支未來首輪籤交易至布鲁克林篮网，換回詹姆斯·哈登與保罗·米尔萨普。可是，西蒙斯缺席了球隊球季所有賽事。往後的幾個賽季，因為背部傷勢和心理問題，西蒙斯沒打幾場比賽就會賽季報銷。在休賽季卻瘋狂訓練，因而被球迷調侃。
2025年2月8日，布鲁克林篮网買斷西蒙斯的合約。

### 洛杉矶快船（2025–至今）
2025年2月10日，洛杉矶快船簽下西蒙斯。

## 生涯數據

### NBA

#### 常规賽
| 賽季     | 球隊     | GP  | GS  | MPG  | FG%  | 3P%  | FT%  | RPG | APG | SPG | BPG | PPG  |
| -------- | -------- | --- | --- | ---- | ---- | ---- | ---- | --- | --- | --- | --- | ---- |
| 2017–18  | PHI      | 81  | 81  | 33.7 | .545 | .000 | .560 | 8.1 | 8.2 | 1.7 | .9  | 15.8 |
| 2018–19  | PHI      | 79  | 79  | 34.2 | .563 | .000 | .600 | 8.8 | 7.7 | 1.4 | .8  | 16.9 |
| 2019–20  | PHI      | 57  | 57  | 35.4 | .580 | .286 | .621 | 7.8 | 8.0 | 2.1 | .6  | 16.4 |
| 2020–21  | PHI      | 58  | 58  | 32.4 | .557 | .300 | .613 | 7.2 | 6.9 | 1.6 | .6  | 14.3 |
| 2022–23  | BKN      | 42  | 33  | 26.3 | .566 | .000 | .439 | 6.3 | 6.1 | 1.3 | .6  | 6.9  |
| 生涯     | 生涯     | 317 | 307 | 32.9 | .560 | .139 | .591 | 7.8 | 7.5 | 1.6 | .7  | 14.7 |
| 全明星賽 | 全明星賽 | 2   | 0   | 23.0 | .923 | .000 | .500 | 6.0 | 6.0 | 1.5 | .5  | 13.5 |

#### 季後賽
| 賽季    | 球隊 | GP | GS | MPG  | FG%  | 3P%  | FT%  | RPG | APG | SPG | BPG | PPG  |
| ------- | ---- | -- | -- | ---- | ---- | ---- | ---- | --- | --- | --- | --- | ---- |
| 2017–18 | PHI  | 10 | 10 | 36.9 | .488 | .000 | .707 | 9.4 | 7.7 | 1.7 | .8  | 16.3 |
| 2018–19 | PHI  | 12 | 12 | 35.1 | .621 | —    | .575 | 7.1 | 6.0 | 1.3 | 1.0 | 13.9 |
| 2020–21 | PHI  | 12 | 12 | 33.5 | .621 | .000 | .342 | 7.9 | 8.8 | 1.3 | .8  | 11.9 |
| 生涯    | 生涯 | 34 | 34 | 35.1 | .571 | .000 | .520 | 8.0 | 7.5 | 1.4 | .9  | 13.9 |

### 大學
| 賽季    | 球隊               | GP | GS | MPG  | FG%  | 3P%  | FT%  | RPG  | APG | SPG | BPG | PPG  |
| ------- | ------------------ | -- | -- | ---- | ---- | ---- | ---- | ---- | --- | --- | --- | ---- |
| 2015–16 | 路易斯安那州立大學 | 33 | 32 | 34.9 | .560 | .333 | .670 | 11.8 | 4.8 | 2.0 | .8  | 19.2 |

## 外部連結
- 賓·施蒙斯的X（前Twitter）
- 賓·施蒙斯的Instagram帳戶
- 賓·施蒙斯在fiba.basketball（英语）
- 賓·施蒙斯在archive.fiba.com（存檔）（英语）
- 賓·施蒙斯在NBA官網（英语）
- 賓·施蒙斯在Basketball-Reference.com（NBA）（英语）
- 賓·施蒙斯在Sports-Reference.com（NCAA）（英语）
- 賓·施蒙斯在ESPN（NBA）（英语）
- 賓·施蒙斯在Eurobasket.com（球員）（英语）
- 賓·施蒙斯在Proballers（英语）
- 賓·施蒙斯在RealGM（球員）（英语）

| 獎項                    | 獎項             | 獎項               |
| ----------------------- | ---------------- | ------------------ |
| 前任： 卡爾-安東尼·唐斯 | NBA选秀状元 2016 | 繼任： 馬基爾·富斯 |